# Jean-Marie Maury
Pour les articles homonymes, voir Maury.
Émile André Jean-Marie Maury, né le 22 mai 1907 à Agen et mort le 5 janvier 1994, est un prélat catholique français, diplomate pour le Saint-Siège puis 106e archevêque de Reims de 1968 à 1972.

## Biographie
Jean-Marie Maury est ordonné prêtre le 29 juin 1932. 
Il est nommé évêque coadjuteur de Pierre-Marie Théas, évêque de Tarbes et Lourdes et évêque titulaire d'Elis (de) le 20 décembre 1957. Il est consacré évêque le 3 février 1958 par le cardinal Gerlier, archevêque de Lyon. 
Le 8 juillet 1959, il est nommé archevêque titulaire de Laodicée-en-Phrygie (de). Il entame alors une carrière diplomatique pour le Saint-Siège. 
Le 9 juillet 1959, il est délégué apostolique au Sénégal où il succède à Marcel Lefebvre, puis le 28 décembre 1961 il est internonce apostolique dans ce même pays. Le 11 juin 1965 il est nommé simultanément nonce apostolique au Congo Kinshassa (en), au Rwanda et au Burundi. En 1967, il renonce à ces deux dernières nonciatures, séparées de celle du Congo.
Le 25 juin 1968, il est nommé archevêque de Reims. Il se retire prématurément, pour raisons de santé, le 16 décembre 1972. Il meurt le 5 janvier 1994.

## Succession apostolique
Jean-Marie Maury a ordonné les évêques suivants :
- Cardinal Hyacinthe Thiandoum (1962)
- Archevêque Luc Auguste Sangaré (1962)
- Évêque Joseph Paul Barnabé Perrot (en), M. Afr. (1965)
- Évêque Nestor Bihonda (de) (1965)
- Évêque Albert Onyembo Lomandjo (de), C.S.Sp. (1966)
- Évêque Timothée Pirigisha Mukombe (1967)
- Évêque Ioseph Mulolwa (de) (1967)
- Archevêque Eugène Kabanga Songasonga (de) (1967)
- Évêque Léon Lesambo Ndamwize (de) (1967)
- Évêque François Kabangu wa Mutela (de) (1967)
- Archevêque Augustin Fataki Alueke (de) (1968)
- Évêque André Gustave Bossuyt (1971)